# Залізничні ворота (Калінінград)

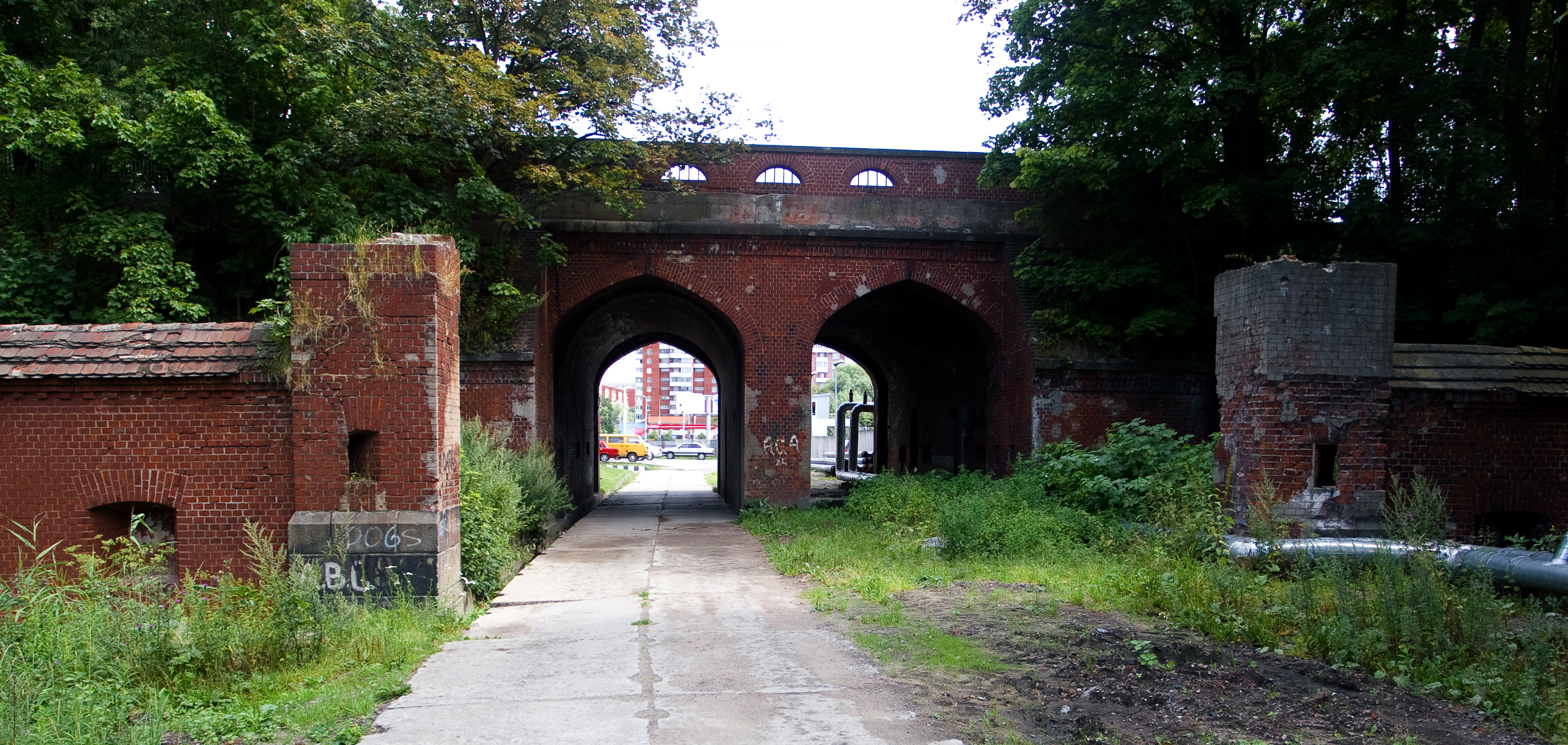
Залізничні ворота, вид із заходу, 2009 рік.

Залізничні ворота (нім. Eisenbahnhof Tor) — одні з семи збережених міських воріт Калінінграда. Ворота розташовані під проїжджою частиною Гвардійського проспекту, поруч з пам'ятником 1200 гвардійцям. Через ворота проходить пішохідна доріжка, що веде в розташований за пам'ятником парк.

## Історія
На воротах зберігся напис з датою їх побудови — 1866–1869 роки. Вона розташована на замковому камені воріт. Проектував Залізничні ворота архітектор Людвіг фон Астер (він же є автором проекту Аусфальскіх воріт).
Через ці ворота проходила залізниця, яка веде в Піллау (нині — Балтійськ). Після того, як оборонні споруди центру міста були прибрані, по колишньому валу була прокладена вулиця Дойчорденрінг (нині — Гвардійський проспект). Таким чином відтоді ворота малопомітні, і швидше нагадують тунель через дорожню насип.
Після Другої світової війни рух по проходить через ворота залізниці припинилося, оскільки була побудована нова залізнична гілка. Проте рейки від старої дороги зберігалися аж до кінця дев'яностих років. Пізніше по трасі колишньої залізниці була прокладена пішохідна доріжка, яка веде від Московського проспекту через Залізничні ворота в парк за пам'ятником 1200 гвардійцям.
Навесні 2007 року Залізничні та Аусфальскіе ворота були передані Калінінградському історико-художньому музею. Планується реставрація воріт, і розміщення в їх приміщеннях музейних експозицій військово-історичної тематики. Разом з пам'ятником 1200 гвардійцям і Парком Перемоги, ворота повинні стати частиною військово-історичного комплексу.

## Архітектура
Залізничні ворота мають два прольоти, оформлених арками стрілчастих обрисів. Портали воріт оформлені фасонним фігурним цеглою. З боків від арок розміщені каземати з амбразурами. Із зовнішнього боку воріт мається кордегардия, що має потужні амбразури.
Ворота завершуються парапетами з кованими ґратами, які відгороджують проходить по воротах Гвардійський проспект.
Особливістю воріт є так звані штраби. Вони являють собою вертикальні подвійні вемкі квадратного перетину, влаштовані в стінах арок. У разі оборони з них слід було укладати міцні бруси. Утворене таким чином загородження нагадувало жалюзі. Розібрати штраби із зовнішнього боку було неможливо.

## Інші залізничні ворота в Кенігсберзі
У Кенігсберзі існували й інші залізничні ворота. Перші були побудовані після 1853, перебували вони поруч із Бранденбурзькими воротами. Через ці ворота проходила залізниця, ведуча до Берліна. Існувало й ще кілька інших залізничних воріт. Всі вони були знесені до двадцятих років.